# Дон Гервін
Дональд (Дон) Томас Гервін (англ. Donald (Don) Thomas Harwin; нар. 5 липня 1964, Сідней), австралійський політик, є Президентом Законодавчої Ради Нового Південного Уельсу. З 2011 року він є членом Законодавчої ради Нового Південного Уельсу, що представляє Ліберальну партію Австралії з 27 березня 1999. Має ступінь бакалавра з економіки та є відкритим геєм.

## Раннє життя
Гервін приєднався до Ліберальної партії в Лугарно і Молодих Лібералів у Ерлвуд в 1983 році. Закінчив Університет Сіднея у 1985 році зі ступенем бакалавра економіки (з відзнакою). Гарвін був членом ліберального клубу Сіднейського університету.
У 1987 Гарвін почав роботу, працюючи помічником з питань виборів в офісі Рона Філліпса у виборчому окрузі Міранда. Дональд радник міністра уряду штату Новий Південний Уельс 1988–1990, 1991–1995.